# 오벨릭스

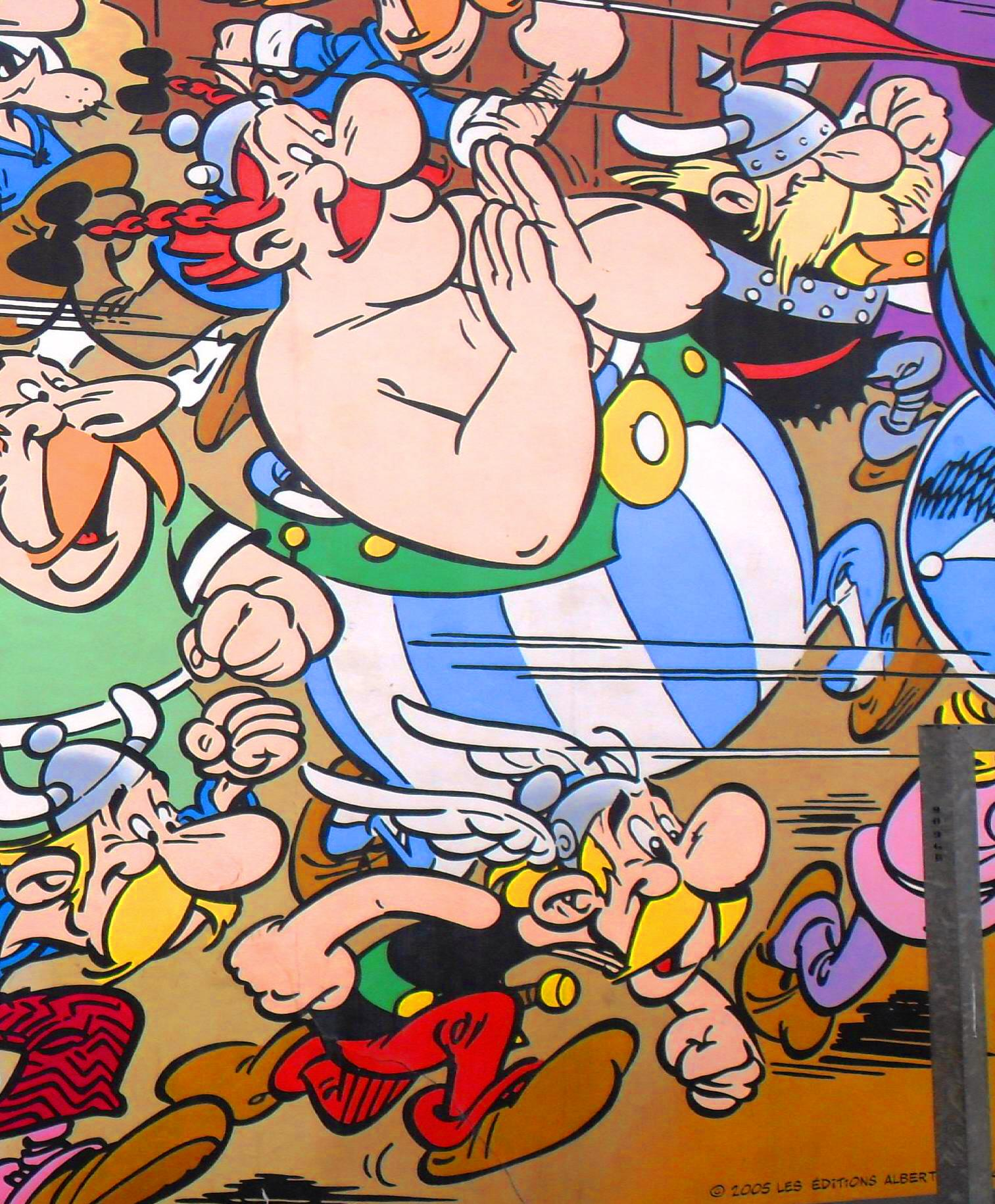

오벨릭스(Obelix)는 아스테릭스의 등장인물이다. 한국판 애니의 성우는 유해무(SBS방영판)/노민(90년대 초반 명절특선으로 KBS-1 방영판). 아스테릭스의 가장 친한 친구. 직업은 선돌 배달부. 어렸을 적 물약통에 빠져 평생 그 효과를 보게 됐다. 애완견 이데픽스를 항상 데리고 다닌다.